# Campeonato Mundial de Ciclocrós de 2016
El LXVII Campeonato Mundial de Ciclocrós se celebró en Zolder (Bélgica) el 30 de enero de 2016 bajo la organización de la Unión Ciclista Internacional (UCI) y la Federación Belga de Ciclismo.

## Medallistas
| Evento    | Oro                            | Plata                            | Bronce                  |
| --------- | ------------------------------ | -------------------------------- | ----------------------- |
| Masculino | Wout van Aert · Bélgica        | Lars van der Haar · Países Bajos | Kevin Pauwels · Bélgica |
| Femenino  | Thalita de Jong · Países Bajos | Caroline Mani Francia            | Sanne Cant · Bélgica    |

### Masculino
| Puesto            | Ciclista             | País         | Tiempo  |
| ----------------- | -------------------- | ------------ | ------- |
| Medalla de oro    | Wout van Aert        | Bélgica      | 1:05:52 |
| Medalla de plata  | Lars van der Haar    | Países Bajos | 1:05:57 |
| Medalla de bronce | Kevin Pauwels        | Bélgica      | 1:06:27 |
| 4                 | Sven Nys             | Bélgica      | 1:06:31 |
| 5                 | Mathieu van der Poel | Países Bajos | 1:06:39 |
| 6                 | David van der Poel   | Países Bajos | 1:06:55 |
| 7                 | Laurens Sweeck       | Bélgica      | 1:07:03 |
| 8                 | Tom Meeusen          | Bélgica      | 1:07:15 |

### Femenino
| Puesto            | Ciclista          | País           | Tiempo |
| ----------------- | ----------------- | -------------- | ------ |
| Medalla de oro    | Thalita de Jong   | Países Bajos   | 41:03  |
| Medalla de plata  | Caroline Mani     | Francia        | 41:17  |
| Medalla de bronce | Sanne Cant        | Bélgica        | 41:27  |
| 4                 | Sophie de Boer    | Países Bajos   | 41:27  |
| 5                 | Nikki Brammeier   | Reino Unido    | 41:35  |
| 6                 | Sabrina Stultiens | Países Bajos   | 41:39  |
| 7                 | Eva Lechner       | Italia         | 41:49  |
| 8                 | Kaitlin Keough    | Estados Unidos | 42:15  |